# Graide
Graide (en wallon Graide) est une section et un village de la commune belge de Bièvre située en Région wallonne dans la province de Namur, en Ardenne.

## Évolution démographique
- Source: DGS, 1831 à 1970=recensements population, 1976= habitants au 31 décembre

## Histoire

### Moyen Âge
L'origine du village remonte au moins à l'époque mérovingienne. Il y avait à Graide à cette époque une villa (exploitation agricole) et un donjon, qui n'est autre que l'actuel clocher de l'église.

### XXesiècle
Vingt-deux hommes furent déportés durant la Première Guerre mondiale, en date du 5 décembre 1916.
Dix-sept maquisards furent tués dans le combat du 1er septembre 1944. Cinq de Graide, cinq de Naomé (trois étaient les frères Denoncin), cinq de Patignies et deux autres. Ils avaient été attaqués par des soldats allemands qui étaient à Bièvre et qui avaient déjà détruit le maquis d'Houdremont et brûlé le village le 23 août. En 1914, l'armée impériale allemande avait déjà brulé Houdremont un 23 août.
Graide était une commune à part entière avant la fusion des communes de 1977.

## Patrimoine et culture

### Patrimoine architectural

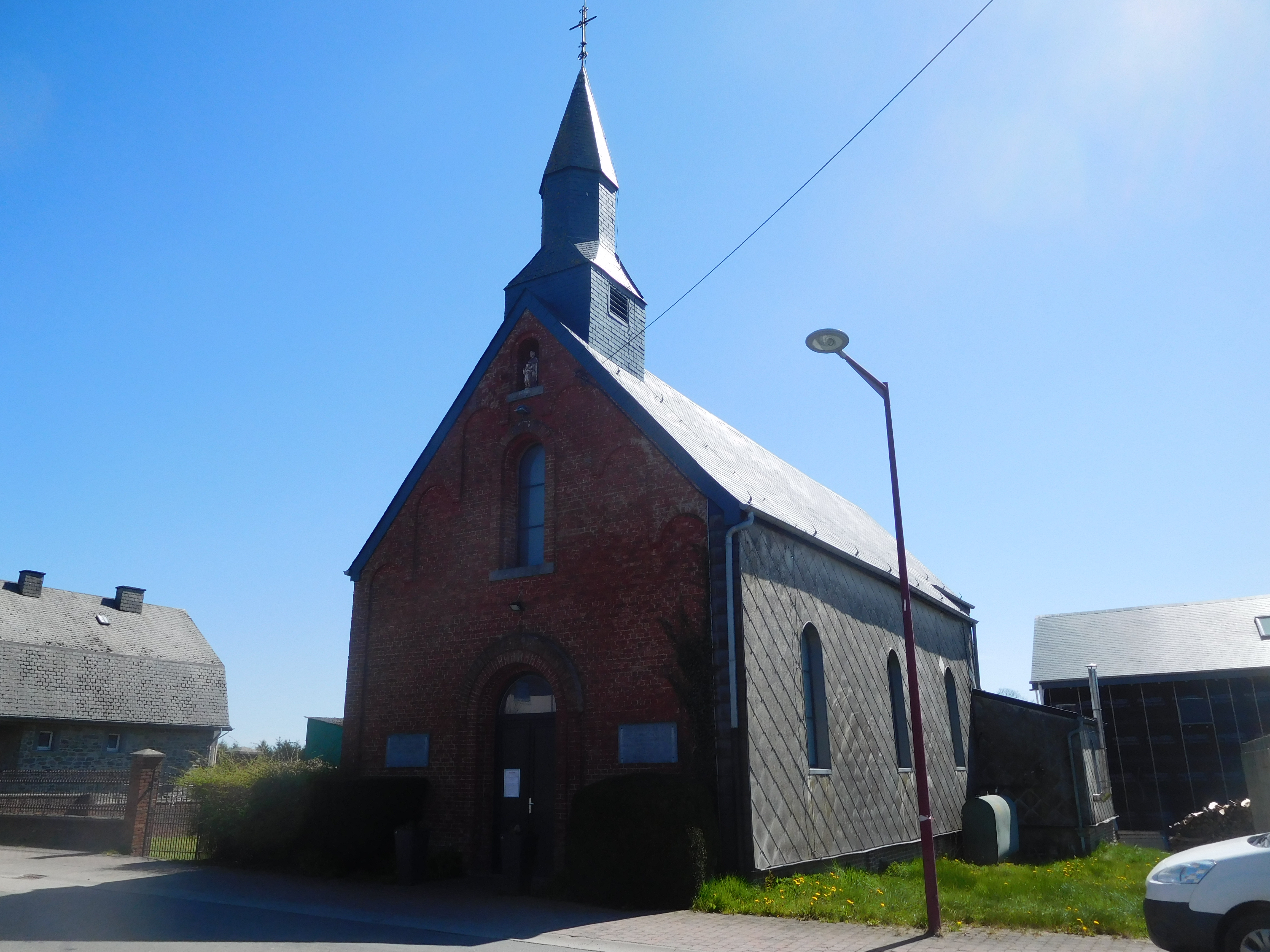
Graide-station a également son église.

- L'église Saint-Denis date du VIIIe siècle. Son clocher est une ancienne tour de surveillance.
- La gare de Graide, sur la ligne de chemin de fer 166 reliant Dinant à Bertrix, se trouve à quelques kilomètres au sud-ouest du village. Un hameau s'y est formé qui s'appelle Graide-station.